# Прапор Верхньорогачицького району
Пра́пор Верхньорога́чицького райо́ну — офіційний символ Верхньорогачицького району Херсонської області, затверджений 30 березня 2011 року рішенням № 88 6 сесії Верхньорогачицької районної ради 6 скликання. Як наслідок, втратило чинність рішення № 33 «Про Герб, Прапор та Гімн Верхньорогачицького району», прийняте на 3 сесії районної ради 6 скликання 24 грудня 2010 року. Авторами проекту є Маруневич Денис Олександрович, Євченко Любов Олексіївна, Ковальчук Артем Сергійович та Шенкевич Сергій Олександрович.

## Опис
Прапор являє собою прямокутне пурпурове полотнище зі співвідношенням сторін 2:3, від центру древкової частини до вільних кутків йде трикутник, розділений горизонтально на верхню білу і нижню синю частини. У верхній древковій частині розміщено герб району.
Герб являє собою щит, скошений зліва на лазурове і срібне поля. В його центрі розташоване золоте сонце, супроводжуване в правому верхньому кутку трьома золотими чотирипроменевими зірками, а в лівому — трьома золотими деревами. Щит облямований золотим картушем і увінчаний срібною короною.

## Символіка
Малиновий колір уособлює козацький стяг, а поєднання блакитного та білого — символізує належність до Херсонської області.